# Diasporus vocator
Diasporus vocator är en groddjursart som först beskrevs av Taylor 1955.  Diasporus vocator ingår i släktet Diasporus och familjen Eleutherodactylidae. IUCN kategoriserar arten globalt som livskraftig. Inga underarter finns listade i Catalogue of Life.